# James Hinchcliffe
Pour les articles homonymes, voir Hinchcliffe.
James Hinchcliffe (né le 5 décembre 1986 à Oakville, Canada) est un pilote automobile canadien évoluant en IndyCar Series.

## Débuts
Après le karting, James Hinchcliffe dispute la saison 2003 en Bridgestone Racing Academy F2000 series et termine à la 3e place du classement.

Ses performances sont prometteuses et cela lui permet d'intégrer le championnat de Formula BMW USA en 2004, il y remporte 3 victoires.

Il continue sur sa lancée en 2005 en Star Mazda Series, en montant de nouveau 3 fois sur la plus haute marche du podium et finit 3e au classement général.

En 2006, il arrive en Champ Car Atlantic Series, l'antichambre du Champ Car World Series, dans le team Forsythe Racing et décroche une victoire à Portland, ainsi que 2 autres podiums et une 10e place au classement final.

Après une année 2007 sans victoire au sein du team Sierra Sierra Entreprises, il revient chez Forsythe Racing et gagne de nouveau en 2008 à Monterey, il termine 4e du classement général.
Entre-temps, il dispute des courses en A1 Grand Prix au sein du A1 Team Canada (en), lors des saisons 2006-2007 et 2007-2008, où il réussit à décrocher une 4e place lors de sa première saison à Brno.

## Indy Lights
En 2009, 'Hinch' débarque en Indy Lights avec l'équipe du Sam Schmidt Motorsports et réalise de jolies performances pour sa première saison, avec une 2e place au Mid-Ohio et 4 autres podiums sur la 3e marche, il termine 5e au classement final.

La saison suivante, il rejoint le Team Moore Racing (en) et voit sa détermination récompensée, il gagne 3 fois et finit vice-champion de la discipline derrière Jean-Karl Vernay.

L'année 2010 lui voit attribuer un Greg Moore Legacy Award, récompense destinée aux pilotes canadiens dont le pilotage et les performances se rapprochent le plus de Greg Moore.

## IndyCar Series
En 2011, James Hinchcliffe parvient à rejoindre l'IndyCar Series en signant avec Newman/Haas Racing, où il fera ses débuts au Barber Motorsports Park après avoir manqué la première épreuve de la saison, à St. Petersburg.

Après une première courses difficile, il obtient comme meilleur résultat trois 4e place à Long Beach, à Loudon et à Sparta.

Il termine à la 12e place du classement, ce qui lui permet d'être le meilleur rookie de l'année.

Le 10 janvier 2012, il signe un contrat à la Andretti Autosport où il remplace Danica Patrick dans la voiture GoDaddy qui prend par la même occasion le numéro #27.
Dans la nuit du 18 au 19 mai 2015, il subit une opération chirurgicale à la cuisse gauche après sa violente sortie de piste lors des essais libres des 500 miles d'Indianapolis 2015.

## Palmarès
- 2 victoires en Champ Car Atlantic Series : à Portland en 2006 et à Monterey en 2008.
- 3 victoires en Indy Lights : à Long Beach, Edmonton et Chicago en 2010.

## Résultats aux500 milesd'Indianapolis
| Année | Châssis | Moteur    | Qualification | Résultat     | Équipe                             |
| ----- | ------- | --------- | ------------- | ------------ | ---------------------------------- |
| 2011  | Dallara | Honda     | 13            | 29           | Newman/Haas Racing                 |
| 2012  | Dallara | Chevrolet | 2             | 6            | Andretti Autosport                 |
| 2013  | Dallara | Chevrolet | 9             | 21           | Andretti Autosport                 |
| 2014  | Dallara | Honda     | 2             | 28           | Andretti Autosport                 |
| 2015  | Dallara | Honda     | Forfait       | Forfait      | Schmidt Peterson Motorsports       |
| 2016  | Dallara | Honda     | 1             | 7            | Schmidt Peterson Motorsports       |
| 2017  | Dallara | Honda     | 17            | 22           | Schmidt Peterson Motorsports       |
| 2018  | Dallara | Honda     | Non qualifié  | Non qualifié | Schmidt Peterson Motorsports       |
| 2019  | Dallara | Honda     | 32            | 11           | Arrow Schmidt Peterson Motorsports |